# Roger Flouriot
Roger Flouriot, né le 31 décembre 1911 à Yffiniac (Côtes-du-Nord) et mort le 7 mars 1992 à Lannion (Côtes-d'Armor), est un écrivain catholique breton.

## Biographie
Marié à Marie-Louise Lelièvre, il a quatre enfants : Jean, Marie, Anne et Françoise.
Après des études au lycée Saint-Charles, à Saint-Brieuc, alors dirigé par les religieux marianistes, il intègre le cycle de préparation à l'École navale de cet établissement. Parmi les anciens de Saint-Charles on peut citer l'amiral Georges Thierry d'Argenlieu, le spationaute Jean-Loup Chrétien, mais aussi le navigateur Éric Tabarly.
Roger Flouriot intègre l'École navale en 1931. À sa grande tristesse, de graves problèmes de santé le forcent bientôt à quitter la Royale.
Il décide alors de se consacrer au droit et est reçu avocat au barreau de Saint-Brieuc en 1935. Il devient magistrat en 1952 et rend la justice dans divers tribunaux bretons, il poursuit et termine sa carrière au Maroc de 1952 à 1973.
Durant la Seconde Guerre mondiale, il est en relation avec un autre Breton : Gilbert Renault, fondateur du réseau de la Confrérie Notre-Dame et plus connu sous le nom de Colonel Rémy. Roger Flouriot est enregistré sous le nom de code "Maltais" dans la liste des opérateurs radio clandestins des réseaux action de la France combattante. Il participe aux opérations de la "Maison d'Alphonse" près de Paimpol afin d'aider les aviateurs alliés abattus à rejoindre l'Angleterre.
Très tôt, Roger Flouriot manifeste un goût prononcé pour les contes et la littérature. C'est donc naturellement qu'il se consacre à l'écriture de romans pour la jeunesse ainsi que de quelques pièces de théâtre moins connues. Il collabore alors à la revue Les Veillées des chaumières et au Petit Écho de la mode.
Il s'occupe aussi de jeunes en difficulté et contribue au développement du scoutisme en Bretagne mais aussi des Chantiers de Jeunesse pendant la guerre.
Catholique fervent, Roger Flouriot entretient des relations amicales avec de nombreux intellectuels et écrivains catholiques comme Jean des Cognets, lui aussi avocat breton, ou le célèbre Henri Petiot dit "Daniel-Rops".
L'œuvre de Roger Flouriot est caractérisée par l'omniprésence de la Bretagne, de son histoire et de ses traditions, mais aussi des valeurs fondamentales de l'Église catholique.
Son dernier roman : Le Petit Musicien des Gueux, publié à titre posthume sous le nouveau titre Bretagne-Guatemala mes Deux Patries, reçoit en 1993 le "Prix Korrigan des écrivains bretons".

## Œuvres
- Bretagne-Guatemala, mes Deux Patries - Le Petit Musicien des Gueux

(Elor - 1992)
Illustrations d'Alain d'Orange
Lauréat du Prix Korrigan des écrivains Bretons
- Le Beau Voyage de Confiante (Flammarion - 1959)

Illustrations de Claude Maddeix
- La Dernière Journée de Liberté de la Tzarine et de ses Enfants (Magazine Les Bonnes Soirées n°1922 - Editions Dupuis - 1958)
- L'Auberge des Lices (Collection La Frégate no 121, Maison de la Bonne Presse, 1956)
- Le Fleuve Salé (Petit Echo de la Mode - 1955)
- Rivages Désirés (Bonne Presse - 1954)
- Lumière Fidèle (collection La Frégate, no 90, Maison de la bonne presse, 1954)
- La Jeune Fille de Genève (Bonne Presse - 1953)
- Cécilia (Montsouris - 1952)
- Au pays d'Amour (Petit Echo de la Mode - 1952)
- Chant d'Amour (Chantal - 1947)
- Sanda (Julliard - 1945), traduit en Portugais par Maria Fernanda Ramos Chaves (Livraria Classica - 1951)